# Ultraprodukt
Ein Ultraprodukt ist ein Konstrukt auf dem Gebiet der Modelltheorie, einem Teilgebiet der Mathematik. Die Zielsetzung der Konstruktion besteht darin, zu einem Modell (oder vielen Modellen) für ein gegebenes Axiomensystem ein weiteres zu erhalten, das ungewöhnliche, in der Sprache des Axiomensystems nicht formalisierbare Eigenschaften aufweist. Idee der Konstruktion ist, Relationen für Folgen durch eine Art von Mehrheitsentscheidung zu definieren.

## Definition
Gegeben sei irgendeine Sprache erster Stufe {\displaystyle L}.
Sei {\displaystyle I} eine unendliche Indexmenge, {\displaystyle U} ein Ultrafilter auf {\displaystyle I}, der kein Hauptfilter ist. Zu jedem {\displaystyle i\in I} sei {\displaystyle A_{i}} ein Modell der Sprache {\displaystyle L}. Auf dem kartesischen Produkt
{\displaystyle P:=\prod _{i\in I}A_{i}}
definieren wir eine Äquivalenzrelation durch
{\displaystyle (a_{i})_{i\in I}\sim (b_{i})_{i\in I}} genau dann, wenn {\displaystyle \left\{i\in I:a_{i}=b_{i}\right\}\in U}
und legen auf der Menge der Äquivalenzklassen folgende Interpretation der Symbole der Sprache fest:
Verknüpfungen erfolgen komponentenweise; für jedes Relationssymbol {\displaystyle R} gelte
{\displaystyle (a_{i})_{i\in I}R(b_{i})_{i\in I}} genau dann, wenn {\displaystyle \left\{i\in I:a_{i}\,R\,b_{i}\right\}\in U}
(insbesondere ist dies konsistent mit der Definition der Gleichheit).
Dann bildet die Menge aller Äquivalenzklassen von {\displaystyle P} modulo ~ ein Modell der vorgegebenen Sprache {\displaystyle L}; es heißt Ultraprodukt der {\displaystyle A_{i}}.

## Eigenschaften
Jede Formel der Sprache {\displaystyle L}, die in jeder Komponente erfüllt ist, gilt auch für das Ultraprodukt selbst. Erfüllen also alle {\displaystyle A_{i}} ein gegebenes Axiomensystem erster Stufe, so auch das Ultraprodukt. So ist etwa das Ultraprodukt von Körpern ein Körper, das Ultraprodukt von geordneten Mengen eine geordnete Menge usw.
Dagegen muss dies für Aussagen, die nicht in {\displaystyle L} formalisierbar sind, nicht zutreffen. So ist etwa das Induktionsaxiom eine Aussage über Teilmengen (und nicht Elemente) der Menge der natürlichen Zahlen und in einem Ultraprodukt aus unendlich vielen Kopien der Menge der natürlichen Zahlen nicht erfüllt.
Die Konstruktion hängt von {\displaystyle U} ab; dies führt z. T. zu sehr speziellen mengentheoretische Fragen aus der Theorie der Ultrafilter.

## Ultrapotenzen
Häufig wählt man für alle {\displaystyle i} dasselbe Modell und erhält dann eine so genannte Ultrapotenz dieses Modells. Ein Beispiel sind die hyperreellen Zahlen. Eine analoge Konstruktion für die natürlichen Zahlen ergibt ein Nichtstandardmodell der Peano-Arithmetik.
Die Einbettung einer Struktur in ihre Ultrapotenz ist elementar.
Unter der Annahme der Kontinuumshypothese kann man zeigen, dass bestimmte Ultrapotenzen isomorph sind.

## Ultraprodukt und Ultralimes metrischer Räume
Falls jedes {\displaystyle A_{i}} ein metrischer Raum {\displaystyle (A_{i},d_{i})} ist, kann man auf dem Ultraprodukt eine Pseudometrik durch
{\displaystyle D(a,b)=\lim _{U}d_{i}(x_{i},y_{i})},
d. h., {\displaystyle D(a,b)} ist ein Element aus {\displaystyle \left[0,\infty \right]}, so dass für jede Umgebung {\displaystyle V} von {\displaystyle D(a,b)} gilt:
{\displaystyle \left\{i\in I\colon d_{i}(x_{i},y_{i})\in V\right\}\in U}.
Wähle einen „Beobachtungspunkt“, d. h. eine Familie {\displaystyle p=(p_{i})_{i\in I}\in \prod _{i\in I}A_{i}}. Dann kann man die Menge aller Äquivalenzklassen von Familien {\displaystyle a=(a_{i})_{i\in I}} mit {\displaystyle D(a,p)<\infty } betrachten. Auf dieser Teilmenge nimmt die Pseudometrik {\displaystyle D} nur endliche Werte an.
Als Ultralimes der Folge {\displaystyle \left\{(A_{i},d_{i})\right\}_{i\in I}} relativ zum Beobachtungspunkt {\displaystyle p=(p_{i})_{i\in I}} bezeichnet man den metrischen Raum, den man als Quotienten dieser Teilmenge unter der Äquivalenzrelation {\displaystyle a\sim b\Leftrightarrow D(a,b)=0} mit der von {\displaystyle D} induzierten Metrik erhält.